# Lidia Szczerbińska
Lidia Szczerbińska, po mężu Król (ur. 30 kwietnia 1934 w Warszawie, zm. 17 lutego 2024) – polska gimnastyczka, brązowa medalistka olimpijska z Melbourne 1956.

## Kariera
Na igrzyskach olimpijskich w 1956 roku zajęła:
- 3. miejsce w ćwiczeniach drużynowych z przyrządem – zdobywając brązowy medal ex aequo z ZSRR
- 4. miejsce w wieloboju drużynowym
- 30. miejsce w ćwiczeniach na równoważni
- 47. miejsce w wieloboju indywidualnie
- 47. miejsce w ćwiczeniach wolnych
- 48. miejsce w skoku przez konia
- 48. miejsce w ćwiczeniach na poręczach

W roku 1957 wyjechała do Australii, gdzie zajmowała się nauczaniem gimnastyki.